# Mahomet II
Mahomet II (wł. Maometto II) – opera seria Gioacchina Rossiniego – dramma per musica w dwóch aktach, do której libretto napisał Cesare della Valle, jej premiera miała miejsce w Neapolu 3 grudnia 1820 roku.

## Historia
W połowie maja 1820 roku Rossini otrzymał od swego impresaria libretto do nowej opery, którą miał skomponować dla Teatru San Carlo. Libretto cenionego dramaturga neapolitańskiego Cesare della Valle zostało oparte na sztuce Woltera pod tym samym tytułem. Jego tło stanowi autentyczny epizod związany z II wojną turecko-wenecką i upadkiem 1470 roku Negropontu (Eubei). Postaciami historycznymi, oprócz Mehmeda II (1429-1481) są również Paolo Erisso i Alvise Calbo. Praca nad partyturą uległa pewnej zwłoce z powodu zamieszek politycznych w Neapolu. Chociaż Rossini poświęcił operze sporo czasu, poniósł dotkliwe fiasko. W dniu premiery 3 grudnia 1820 roku opera doznała bardzo chłodnego przyjęcia ze strony publiczności. Także poza Neapolem nie cieszyła się powodzeniem. Mediolańczykom bardziej podobała się opera Wintera z 1817 roku pod tym samym tytułem, a przed premierą w Wenecji w 1823 roku, dyrekcja teatru La Fenice zażądała od kompozytora szeregu poprawek: dopisania uwertury i przerobienia finału. Tak więc ostatecznie na potrzeby kolejnego przedstawienia Rossini zmienił tragiczny finał: Wenecja wychodzi w nowej wersji utworu zwycięsko z wojny z Turcją, a Anna śpiewa triumfalne rondo Heleny z Dziewicy z jeziora. W 1826 roku Rossini przerobił operę gruntownie na potrzeby sceny paryskiej. Nowa francuska wersja utworu zatytułowana Oblężenie Koryntu przyćmiła na dobre oryginał. Mahomet II powrócił na scenę dopiero w 1985 roku na Rossini Opera Festivalu w Pesaro.

## Osoby i pierwsza obsada
| Rola                                    | Głos   | Premiera 3 grudnia 1820 (Pierwsza obsada) |
| --------------------------------------- | ------ | ----------------------------------------- |
| Mahomet II, sułtan turecki              | bas    | Filippo Galli                             |
| Anna Erisso, córka Pawła Erissa         | sopran | Isabella Colbran                          |
| Calbo, obrońca Negropontu               | alt    | Adelaide Comelli                          |
| Paweł Erisso, dowódca obrony Negropontu | tenor  | Andrea Nozzari                            |
| Condulmiero                             | tenor  | Giuseppe Ciccimarra                       |
| Selim, sługa sułtana                    | tenor  | Gaetano Chizzola                          |

## Nagrania
- Ramey, Anderson, Zimmermann, Palacio, pod dyr. Scimone (Philips 1983)
- Pertusi, Gasdia, Scalchi, Vargas, pod dyr. Gelmettiego (Ricordi Fonti-Cetra 1993)[2]